# Педиатрическая онкология
Педиатрическая онкология, или детская и подростковая онкология, — раздел медицины, возникший на стыке онкологии, неонатологии и педиатрии и занимающийся изучением доброкачественных и злокачественных опухолей у пациентов младенческого, детского и подросткового возраста, закономерностей их возникновения и развития в этих возрастных группах, их этиологии и патогенеза, особенностями протекания опухолевого процесса у младенцев, детей и подростков по сравнению с взрослыми людьми. 
Также педиатрическая онкология занимается изучением, разработкой и практическим применением методов профилактики, диагностики и лечения (в том числе хирургического, лучевого, химиотерапевтического, иммунотерапевтического, гормонального) различных опухолей у младенцев, детей и подростков, а также изучением особенностей диагностики и лечения опухолей у детей и подростков по сравнению со взрослыми.